# Cisse Sandra
Cisse Sandra (16 december 2003) is een Belgisch voetballer die in het seizoen 2024/25 door Club Brugge wordt uitgeleend aan Willem II. Sandra begon in het eerst elftal van Club Brugge als rechtsbuiten, maar speelt bij voorkeur als middenvelder.

## Carrière

### Jeugd
Sandra vertegenwoordigde in 2014 zijn land op de Danone Nations Cup. In 2017 maakte hij de overstap van de jeugdopleiding van Zulte Waregem naar die van Club Brugge. In het seizoen 2019/20 viel hij in de UEFA Youth League kort in tijdens de vierde groepswedstrijd tegen Paris Saint-Germain. In 2020 stroomde hij door naar Club NXT, het beloftenelftal van Club Brugge dat in het seizoen 2020/21 debuteerde in Eerste klasse B. In oktober 2020 verlengde hij zijn contract bij Club Brugge tot 2023.
In de UEFA Youth League 2021/22 scoorde Sandra vijf keer in vijf groepswedstrijden. Op de vierde speeldag droeg hij met twee goals en een assist bij aan de 3-5-zege tegen Manchester City, ondanks een 3-1-achterstand na 65 minuten. Op de tweede speeldag had hij ook al twee keer gescoord tegen RB Leipzig.

### Club Brugge
Toen Siebe Schrijvers in januari 2021 de overstap maakte van Club Brugge naar Oud-Heverlee Leuven, nam Club Brugge de zeventienjarige Sandra op in zijn A-kern. Op 17 juli 2021 maakte hij zijn officiële debuut in het eerste elftal van de club: in de Belgische Supercup tegen KRC Genk mocht hij in de 85e minuut invallen voor Noa Lang. Op 27 oktober 2021 kreeg hij tijdens de bekerwedstrijd tegen KMSK Deinze zijn eerste basisplaats in het eerste elftal van Club Brugge.
Op 4 december 2021 gunde Philippe Clement hem een basisplaats in de competitiewedstrijd tegen RFC Seraing. Sandra scoorde hierin meteen zijn eerste doelpunt in de Jupiler Pro League. Drie dagen later mocht hij ook starten in de Champions League-wedstrijd tegen Paris Saint-Germain. In deze laatste groepswedstrijd, die Club Brugge met 4-1 verloor, werd Sandra in de 57e minuut gewisseld voor Ignace Van der Brempt. Sandra was bij zijn Champions League-debuut 17 jaar, 11 maanden en 21 dagen oud, waardoor hij er de negende jongste Belgische debutant werd. Vijf dagen na zijn basisplaats in Parijs mocht Sandra opnieuw starten in de Jupiler Pro League, ditmaal tegen zijn ex-club Zulte Waregem. Bij de rust werd hij gewisseld voor Ruud Vormer.
In februari 2022 kreeg hij, net als Lynnt Audoor, een profcontract bij Club Brugge. Onder Alfred Schreuder, die in januari 2022 de naar AS Monaco vertrokken Philippe Clement had opgevolgd, mocht hij vijf keer invallen in de reguliere competitie. In de play-offs, waarin Club Brugge zich verzekerde van zijn derde landstitel op rij, kwam Sandra niet in actie. Met zijn twee invalbeurten in de halve finale van de Beker van België tegen KAA Gent erbij gerekend, klokte Sandra in het seizoen 2021/22 af op twaalf officiële wedstrijden in het eerste elftal.

### Nederland
Op 22 augustus 2023 maakte Club Brugge bekend dat het Sandra voor een seizoen uitleende aan Excelsior Rotterdam. In juli 2024 werd Sandra verhuurd aan Willem II uit Tilburg.

## Clubstatistieken
| Seizoen         | Club                  | Land               | Competitie      | Competitie | Competitie | Beker | Beker | Supercup | Supercup | Europees | Europees | Totaal | Totaal |
| Seizoen         | Club                  | Land               | Competitie      | Wed.       | Dlp.       | Wed.  | Dlp.  | Wed.     | Dlp.     | Wed.     | Dlp.     | Wed.   | Dlp.   |
| --------------- | --------------------- | ------------------ | --------------- | ---------- | ---------- | ----- | ----- | -------- | -------- | -------- | -------- | ------ | ------ |
| 2020/21         | Club NXT              | Vlag van België    | Eerste klasse B | 11         | 1          | —     | —     | —        | —        | —        | —        | 11     | 1      |
| 2021/22         | Club Brugge           | Vlag van België    | Eerste klasse A | 7          | 1          | 3     | 0     | 1        | 0        | 1        | 0        | 12     | 1      |
| 2022/23         | Club Brugge           | Vlag van België    | Eerste klasse A | 11         | 1          | 1     | 0     | 0        | 0        | 1        | 0        | 13     | 1      |
| 2022/23         | Club NXT              | Vlag van België    | Eerste klasse B | 13         | 5          | —     | —     | —        | —        | —        | —        | 13     | 5      |
| 2023/24         | → Excelsior Rotterdam | Vlag van Nederland | Eredivisie      | 30         | 1          | 1     | 0     | —        | —        | —        | —        | 31     | 1      |
| 2024/25         | → Willem II           | Vlag van Nederland | Eredivisie      | 16         | 4          | 1     | 0     | 0        | 0        | 0        | 0        | 17     | 4      |
| Carrière totaal | Carrière totaal       | Carrière totaal    | Carrière totaal | 88         | 13         | 6     | 0     | 1        | 0        | 2        | 0        | 97     | 13     |

Bijgewerkt op 12 januari 2025.

## Erelijst
| Belgische Supercup | 2x | 2021,2022 |
| Belgisch Kampioen  | 1x | 2021/22   |

## Trivia
- Sandra is sinds 30 augustus 2020 de jongste doelpuntenmaker ooit in Eerste klasse B: toen hij die dag scoorde tegen Lommel SK was hij 16 jaar, 8 maanden en 14 dagen. De vorige recordhouder, Othman Boussaid, was 17 jaar, 4 maanden en 29 dagen oud toen hij op 5 augustus 2017 als speler van Lierse SK scoorde tegen OH Leuven.[19]
- Op 4 december 2021 werd Sandra met zijn doelpunt tegen RFC Seraing de eerste doelpuntenmaker van het geboortejaar 2003 in de Jupiler Pro League.[12]
- Toen Sandra en Noah Mbamba op 4 december 2021 een basisplaats kregen tegen RFC Seraing, stonden er voor het eerst sinds 1974 twee spelers jonger dan 18 jaar in de basis bij Club Brugge. Dirk Hinderyckx en Henri Van Look waren de laatste twee min-achttienjarigen die samen in de basis stonden tijdens een officiële wedstrijd van Club Brugge.[12]

1 Raatsie ·
2 Bronkhorst ·
3 Pierie ·
4 Warmerdam ·
5 Widell ·
6 Blomme ·
7 Fini ·
8 Tielemans ·
9 Omorowa ·
10 Duijvestijn  ·
11 Booth ·
12 Zagré ·
14 Rosario ·
15 Naujoks ·
16 Mattheij ·
17 Martens ·
19 Groen ·
20 Hartjes ·
21 Donkor ·
22 De Almeida Reis ·
23 Hatenboer ·
24 Eijgenraam ·
26 Zandbergen ·
26 Nedd ·
28 Middendorp ·
28 Olivacce ·
29 Van Duinen ·
30 Sanches Fernandes ·
31 Cairo ·
32 De Moes ·
33 Bergraaf ·
35 Oetoehganal ·
38 Kuiper ·
40 Holla ·
40 Danquah ·
Coach: Den Uil
· Assistent-coach: Breuer
· Assistent-coach: Koster
· Assistent-coach: Verhaar
· Keeperstrainer: Graafland